# Гороховое Озеро (Псковская область)
Гороховое Озеро — деревня в Бережанской волости Островского района Псковской области.
Расположена на северо-западном берегу Горохового озера, в 6 км к югу от города Остров. Санаторий «Гороховое озеро», рядом также находятся Спортивно-оздоровительный центр «Юность» по подготовке лыжников-гонщиков и биатлонистов общероссийского уровня и детские лагеря.
Численность населения деревни по состоянию на 2000 год составляла 30 жителей.